# Oligoenoplus murinus
Oligoenoplus murinus är en skalbaggsart som först beskrevs av Allard 1894.  Oligoenoplus murinus ingår i släktet Oligoenoplus och familjen långhorningar. Inga underarter finns listade i Catalogue of Life.